# 241527 Edwardwright
241527 Edwardwright este un asteroid din centura principală de asteroizi.

## Descriere
241527 Edwardwright este un asteroid din centura principală de asteroizi. A fost descoperit pe 8 februarie 2010 în Statele Unite, în cadrul programului WISE. Asteroidul prezintă o orbită caracterizată de o semiaxă mare de 2,72 ua, o excentricitate de 0,20 și o înclinație de 7,2° în raport cu ecliptica.